# Prolypha palmarum
Prolypha palmarum là một loài ruồi trong họ Tachinidae.